# Trevi nel Lazio
Trevi nel Lazio là một đô thịthuộc tỉnh Frosinone trong vùng Latium nước Ý. Đô thị này có diện tích 54 km², dân số 1825 người.
Đô thị này giáp các đô thị sau: 
Arcinazzo Romano, Filettino, Fiuggi, Guarcino, Jenne, Piglio, Vallepietra.